# Hypoestes complanata
Hypoestes complanata är en akantusväxtart som beskrevs av Raymond Benoist. Hypoestes complanata ingår i släktet Hypoestes och familjen akantusväxter. Inga underarter finns listade i Catalogue of Life.